# William Macewen
William Macewen (22 de junio de 1848 – 22 de marzo de 1924), compañero de la Orden del Baño y de la Real Sociedad de Londres, fue un cirujano escocés y pionero en la neurocirugía. Contribuyó al desarrollo de la cirugía del injerto óseo, el tratamiento quirúrgico de la hernia y de la neumonectomía (extirpación de los pulmones).

## Carrera
Macewen nació en 1848 cerca de Port Bannatyne, Isla de Bute (Escocia), y estudió en la Universidad de Glasgow, recibiendo el título de médico en 1872. Estaba enormemente influenciado por Lord Joseph Lister (1827–1912), quien revolucionó la cirugía al desarrollar la antisepsia mediante el uso del fenol, reduciendo drásticamente la gran mortalidad de pacientes quirúrgicos a causa de infecciones. Siguiendo a Lister y adoptando sistemáticamente la limpieza profunda y la desinfección de manos y brazos, la esterilización de herramientas quirúrgicas, el uso de batas quirúrgicas y (descubierto recientemente) la anestesia, Macewen se convirtió en uno de los cirujanos más innovadores de su tiempo y fue capaz de desarrollar considerablemente la técnica quirúrgica moderna y de mejorar la recuperación de los pacientes.
En 1875 llegó a ser ayudante de cirujano en la Glasgow Royal Infirmary, siendo ascendido a cirujano en 1877. En 1881 fue elegido profesor de Cirugía Sistemática en la Royal Infirmary School of Medicine. En 1883 fue elegido como cirujano para el Royal Hospital for Sick Children en Glasgow. En 1892, Macewen llegó a ser Profesor Regio de Cirugía en la Universidad de Glasgow (el puesto que había ocupado Lister cuando Macewen era estudiante) y trasladó sus actividades quirúrgicas a la Western Infirmary.
En 1916, Macewen ayudó a fundar el Princess Louise Scottish Hospital for Limbless Sailors and Soldiers en Erskine, (ahora llamado Erskine Hospital), cerca de Glasgow, que fue requerido urgentemente para tratar a los miles de militares mutilados en la Primera Guerra Mundial. Macewen fue su primer cirujano jefe y, con la ayuda de ingenieros y trabajadores de la compañía Yarrow Shipbuilders Limited cercana, diseñó la extremidad artificial de Erskine. Capacitó a un equipo de carpinteros modelistas para fabricarlos para el hospital.
Macewen murió en Glasgow el 22 de marzo de 1924. Vivió en Garrochty, Isla de Bute, hasta su muerte y fue enterrado cerca del patio de la iglesia de St Blane's Chapel.

## Neurocirugía
Siguiendo la obra de John Hughlings Jackson (1835–1911) y David Ferrier (1843–1924) sobre la cartógrafía neurológica de las funciones en el cerebro, Macewen demostró en 1876 que con un examen clínico preciso se podía determinar la posible localización de un tumor o lesión en el cerebro, observando sus efectos en el aspecto y la extensión de las alteraciones en las funciones motoras y sensoriales. Así, en 1876 diagnosticó un absceso en el lóbulo frontal de un muchacho, pero la familia negó el permiso para operarle. Cuando el chico murió, se descubrió que su diagnosis y localización eran correctas.
Realizó la primera cirugía intracraneal con éxito, donde la lesión (un meningioma frontal izquierdo) se localizó exclusivamente mediante signos epilépticos focales preoperatorios (espasmos faciales y en los brazos en el lado contrario de la lesión). Basándose en estos signos, Macewen pensaba que eran buenas pruebas de una «irritación de las porciones bajas y medias de las circunvoluciones ascendentes... en el lóbulo frontal izquierdo». Un agujero trepanado en el cráneo cerca del supuesto lugar de la lesión mostraba un gran tumor subdural. La paciente, una chica adolescente, vivió más de ocho años, y una autopsia posterior no mostraba rastro del tumor. Más tarde usó esto muchas veces para operar de forma exitosa abscesos (en 1876) y hematomas cerebrales, y la espina dorsal. Esto fue un gran triunfo para la medicina.
Según uno de los biógrafos, «su profundo conocimiento sobre la historia natural de enfermedades piógenas del hueso temporal y los senos paranasales, además de su clara descripción de la anatomía craneal, como se ilustra en su Atlas of Head Sections, fueron especialmente importantes en el desarrollo de su tratamiento exitoso del absceso cerebral. Los rayos-X aún no habían sido descubiertos; la diagnosis de Macewen estaba basada en resultados clínicos magníficamente ilustrados por sus tres estadios clínicos en el desarrollo de abscesos cerebrales» (Canale, 1996).

## Contribuciones a la cirugía
Una de sus primeras contribuciones mientras estuvo en la Royal Infirmary, en 1877, fue en cirugía ortopédica, por medio del desarrollo de los primeros injertos óseos, pero también en la cirugía de rodilla, usando un instrumento especial (el osteotomo de Macewen), convirtiéndose ambas técnicas en tratamientos claves para la enfermedad altamente extendido de raquitismo (causado por la falta de vitamina D). Macewen estaba interesado en la biología ósea y llevó a cabo una serie clásica de experimentos con animales para determinar cómo crecen los huesos y cómo pueden ser reparados. Desarrolló tratamientos quirúrgicos para la mastoiditis y los quistes piógenos en el hueso temporal y ha identificado una estructura anatómica en este hueso, el triángulo suprameatal, que fue llamado Triángulo de MacEwen en su honor.
Su método de extirpación quirúrgica de los pulmones se convirtió en una importante arma médica en el tratamiento de la tuberculosis y el cáncer de pulmón, salvando así a muchos pacientes. Su nombre también fue inmortalizado en Medicina en otros dos casos: la Operación de Macewen de hernia inguinal y el Signo de Macewen en la hidrocefalia y el absceso cerebral.
Otra importante contribución de Macewen a la cirugía moderna fue la técnica de anestesia endotraqueal con la ayuda de la intubación orotraqueal, el cual describió en 1880, y sigue en uso hoy en día.
Macewen destacó por el uso temprano y creativo de fotografías para documentar casos de pacientes y para enseñar Cirugía y Medicina. Fue el primero en usar fotos de partes del cuerpo y especímenes patológicos, así como fotos tomadas antes, durante y después de una cirugía o un tratamiento.

## Honores
- Miembro del Royal College of Physicians and Surgeons of Glasgow (1874)
- Miembro de la Real Sociedad (1895)
- Miembro Honorario del Royal College of Surgeons of England (1900)
- Presidente de la British Medical Association (1922)
- Caballero[2] (1902)
- Compañero de la Orden del Baño (1917)

## Archivos
Los Archivos de la Universidad de Glasgow (GUAS) guardan los de Sir William Macewen.